# Cerco de Segúsio
O cerco de Segúsio (em latim: Segusium) ou Susa foi o primeiro confronto travado durante a Guerra Civil entre os imperadores romanos Constantino, o Grande (r. 306–337) e Magêncio (r. 306–312) na primavera de 312. Magêncio naquele ano havia declarado guerra a Constantino sob alegação de pretender vingar a morte de seu pai Maximiano (r. 285-308; 310) que suicidara-se após ser derrotado por ele. Constantino responderia com uma invasão maciça à Itália.
O cerco de Segúsio foi a primeira de muitas batalhas ocorridas na península Itálica naquele ano, todas elas vitórias de Constantino. Com a tomada da cidade após um breve cerco, o imperador vitorioso pôde prosseguir marcha pelo interior peninsular até encontrar-se com nova oposição nas imediações de Augusta dos Taurinos (atual Turim).

## Antecedentes
Desde 293, o Império Romano está dividido em duas metades, cada qual governada por um Augusto (imperador sênior) e um César (imperador júnior). Em 306, o augusto do Ocidente Constâncio Cloro (r. 293–306) falece em Eboraco (atual Iorque, Inglaterra) e seus soldados elevam seu filho Constantino, o Grande (r. 306–337) como seu sucessor. O augusto do Oriente Galério (r. 293–311), no entanto, eleva Valério Severo (r. 305–307) à posição de augusto, pois pelas prerrogativas do sistema tetrárquico vigente, sendo ele o césar ocidental, deveria suceder o augusto morto. Após algumas discussões diplomáticas, Galério demoveu Constantino para a posição de césar, o que ele aceitou, permitindo assim que Severo assumisse sua posição.
Magêncio (r. 306–312), filho de Maximiano (r. 285-305; 310), o augusto antecessor de Constâncio Cloro, com inveja da posição de Constantino, declara-se imperador na Itália com o título de príncipe e chama seu pai da aposentadoria para co-governar consigo. Por 307, ambos sofrem invasões de Valério Severo, que é derrotado e morto, e Galério, que decide retirar-se. Em 308, na Conferência de Carnunto convocada por Galério, o oficial Licínio (r. 308–324) foi nomeado augusto do Ocidente e deveria, portanto, lidar com o usurpador, porém nada fez. No mesmo ano, em algum momento antes da conferência, Maximiano tentara depor seu filho num fracassado plano, o que forçou-o a fugir para a corte de Constantino na Gália.
Em 310, contudo, Maximiano também tentaria depor Constantino, mas seria derrotado e forçado a suicidar-se. No ano seguinte, Magêncio, conclamando vingança pela morte de seu pai, declara guerra a Constantino, que responde com uma invasão ao norte da Itália com 40 000 soldados; Zósimo alega que o exército invasor era de 90 000 infantes e 8 000 cavaleiros provenientes de germânicos e celtas subjugados e de parte do exército estacionado na Britânia.

## Batalha e rescaldo
A primeira localidade que o exército de Constantino encontrou foi Segúsio (atual Susa, Itália), uma cidade pesadamente fortificada durante o programa de refortificação das cidades do norte da Itália no ano anterior. Em vez de auxiliarem o exército invasor, os cidadãos de Segúsio fecharam suas portas para Constantino. O imperador então ordenou a seus homens que ateassem fogo em suas grandes portas e escalassem seus muros. A cidade foi rapidamente tomada, porém Constantino impediu que suas tropas a saqueassem, preferindo avançar com eles para o interior da Itália.
Com a conquista de Segúsio, o exército invasor marcha em direção a Augusta dos Taurinos (atual Turim), onde um exército composto principalmente de cavalaria estava acampado. Uma importante e decisiva batalha ocorre nas imediações da cidade, e Constantino consegue nova vitória, o que abriu-lhe caminho em direção as demais cidades importantes da Planície Padana.